# Leonard Xavier Neujean
Léonard Nicolas François Xavier Neujean (Theux, 23 januari 1840 – Luik, 26 januari 1914) was een Belgisch liberaal politicus, minister van Staat en volksvertegenwoordiger.

## Levensloop
Neujean was een zoon van apotheker Xavier Neujean en van Marie-Anne Delrée. Hij trouwde met Lambertine Herve.
Neujean promoveerde tot doctor in de rechten aan de Université de Liège en werd in 1861 advocaat aan het Hof van beroep te Luik. Hij bleef er advocaat tot aan zijn dood in 1914. In 1887 en 1909 was hij stafhouder. Hij was eveneens hoogleraar recht aan de École des Hautes Études commerciales en consulaires in Luik.
Neujean werd op jonge leeftijd politicus. Hij werd provincieraadslid van 1870 tot 1878 en gemeenteraadslid van Luik van 1866 tot 1912.
In 1878 werd hij liberaal volksvertegenwoordiger voor het arrondissement Luik. Hij bleef dit tot 1894. Hij werd opnieuw volksvertegenwoordiger van 1900 tot 1912. In de Kamer maakte Neujean zich verdienstelijk op het gebied van het onderwijs. Hij was de initiatiefnemer van de grote onderwijsenquête van 1884 waarmee het einde van de schoolstrijd werd ingeluid. Voorts liet hij zich opmerken door in 1885 als enige Kamerlid tegen de resolutie te stemmen die Leopold II toelating gaf staatshoofd van Congo te worden. Hij was ook parlementair actief op het gebied van militaire zaken.
Bij zijn afscheid als volksvertegenwoordiger werd Neujean in 1912 benoemd tot minister van Staat. In Luik is er sinds 1920 een plein naar hem vernoemd.
Ook zijn zoon met dezelfde naam ging in de politiek. Hij volgde in 1912 zijn vader op in het parlement en werd minister en burgemeester van Luik. Neujean jr. werd eveneens benoemd tot minister van Staat.

## Publicatie
- Commandes militaires, Extrait des Annales parlementaires (1888)